# Muuga (Viimsi)
Muuga – wieś w Estonii, w prowincji Harju, w gminie Viimsi, wzdłuż Zatoki Muuga.